# Liste kubanisch-portugiesischer Städte- und Gemeindepartnerschaften
Diese Liste kubansch-portugiesischer Städte- und Gemeindepartnerschaften führt Städte- und Gemeindefreundschaften zwischen den Ländern Kuba und Portugal auf.
Sieben Orte beider Länder sind bisher durch Städtepartnerschaften und Kooperationsabkommen verbunden (Stand 2013).

## Liste der Städtepartnerschaften und -freundschaften
| Kubanischer Ort | Portugiesischer Ort | Seit      | Anmerkung            |
| --------------- | ------------------- | --------- | -------------------- |
| Cerro           | Serpa               | 2005      |                      |
| La Habana Vieja | Sintra              | 2000      |                      |
| Havanna         | Seixal              | 1997      | Kooperationsabkommen |
| Holguín         | Serpa               | 2005      |                      |
| Regla           | Alandroal           | ungenannt |                      |
| Regla           | Almada              | 1999      |                      |
| Trinidad        | Serpa               | 2004      |                      |